# Höörs socken
Höörs socken i Skåne ingick i Frosta härad och området ingår sedan 1971 i Höörs kommun och motsvarar från 2016 Höörs distrikt.
Socknens areal är 60,90 kvadratkilometer land, med köpingen areal inräknad. År 2000 fanns här 8 946 invånare. Tätorten Höör med sockenkyrkan Höörs kyrka, delar av tätorterna Sätofta, Ljungstorp och Jägersbo samt orten och friluftsanläggningen Frostavallen ligger i socknen.

## Administrativ historik
Socknen har medeltida ursprung. Namnet skrevs före 1917 Hörs socken.
Vid kommunreformen 1862 övergick socknens ansvar för de kyrkliga frågorna till Höörs församling och för de borgerliga frågorna bildades Höörs landskommun. Ur landskommunen utbröts 1939 Höörs köping. 1952 inkorporerades kvarvarande landskommun i Norra Frosta landskommun som 1969 uppgick i Höörs köping som ombildades 1971 till Höörs kommun. Församlingen utökades 2006.
1 januari 2016 inrättades distriktet Höör, med samma omfattning som församlingen haft 1999/2000.  
Socknen har tillhört län, fögderier, tingslag och domsagor enligt vad som beskrivs i artikeln Frosta härad.

## Geografi
Höörs socken ligger omkring Höör med Ringsjön i söder. Socknen har en central odlad slättbygd som omges av kuperad skogsbygd.

## Fornlämningar
Från stenåldern är minst 15 boplatser funna. Dessutom finns här gravar på gravfält från bronsåldern eller äldre järnåldern. Fossil åkermark och en liten hällristning har påträffats. 

## Namnet
Namnet skrevs på 1160-talet Hörg och kommer från kyrkbyn. Namnet innehåller hörg/harg, 'stenig mark, stenröse; stengrund'.